# Planodema bimaculata
Planodema bimaculata är en skalbaggsart som först beskrevs av Aurivillius 1916.  Planodema bimaculata ingår i släktet Planodema och familjen långhorningar.
Artens utbredningsområde är:
- Kenya.
- Zimbabwe.

Inga underarter finns listade i Catalogue of Life.